# Michel Elsdorf
Pour les articles homonymes, voir Elsdorf.
Michel Elsdorf, né le 22 février 1952 dans le quartier Outremeuse à Liège (province de Liège), est un écrivain, bédéiste, graphiste et éditeur belge.

## Biographie

### Jeunesse et formation
Michel Elsdorf naît le 22 février 1952, rue Grande-Bêche en Outremeuse,,. Il aime dessiner depuis toujours. Son professeur de dessin Jean Muller l'influence dans son amour pour sa ville natale. Après ses humanités à l'athénée Saucy, il s'inscrit à l'académie royale des beaux-arts de Liège. Il en sort diplômé d'un graduat en graphisme et publicité.

### Graphiste
Il effectue sa carrière comme fonctionnaire aux affaires culturelles de la province de Liège en tant que graphiste,.

### Auteur de bande dessinée
En 1979, il contribue graphiquement au cinquième numéro de la revue Spatial publiée par Éditions Michel Deligne. Après un abandon pour motifs personnels, il revient au dessin et il se lance dans le récit Poupée d'orgueil. Le journal La Meuse en assume la prépublication et les Éditions du Perron publient l'album en 1985. Il conte l'histoire d'une étrange créature née d'une mutation génétique près de la centrale nucléaire de Tihange tout en faisant découvrir les hauts lieux de la ville de Liège et ses recoins secrets. Une réédition et une traduction voient le jour en août 2019 publiées par Noir Dessin Production,. Cette expérience le met en rapport avec le milieu de la bande dessinée. Il fait une rencontre marquante en la personne de François Walthéry. La même année, il contribue graphiquement à l'album collectif Qui a tué F. Walther ?. Très vite, il devient indépendant en activités complémentaires. Il développe de manière importante le para-BD dont il est le premier et seul à proposer des gadgets en wallon : tee-shirts, verres, tasses, parapluies ou cravates. Pour le fanzine de bande dessinée Saucysson Magazine, il réalise la couverture du quatrième numéro en mars 1986 et un dessin dans le no 11 d'octobre 1988.

### Éditeur (1992 - )
C'est en 1992, que Michel Elsdorf et son épouse Yannik Delairesse créent Noir Dessin Production. Le premier album qu'ils publient en noir et blanc est un recueil de dessins peu connus du grand public réalisés par François Walthéry, la préface étant écrite par le chanteur Renaud. Il édite des ouvrages sur Liège et la Wallonie illustrés par François Walthéry, René Hausman, Jean-Claude Servais ou encore Bruno Di Sano. Il donnera le jour à des livres sur la superstition et les croyances populaires, les traditions et le wallon. Il s'attache à publier en wallon liégeois les Fables de La Fontaine mais également Rubine de Mythic, Dragan de Lazare et François Walthéry tout comme le Maigret de Philippe Wurm intitulé : l'danseuse d'a Gai Moulin. À l’occasion du 90e anniversaire de la République libre d'Outremeuse en 2017, il publie La légende de Tchantchès (1939) de l’auteur liégeois Jean Bosly adaptée en wallon. En 2021, il publie un album de Gaston Lagaffe adapté en wallon liégeois. Il sort le premier dictionnaire du parler liégeois écrit par Paul-Henri Thomsin et illustré par des auteurs de bande dessinée en 2023,,. Il publie l'intégrale de Saki et Zunie de René Hausman en hommage à son créateur en 2024. La même année, il célèbre les 20 ans de collaboration entre Noir Dessin Production et l'écrivain Paul-Henri Thomsin qui a un objectif bien particulier : « Faire revivre un dialecte qui s'étiole ». Il déclare : « C'est par l'image et grâce à des personnages adorés du public que le wallon continuera d'exister ».
En 2019, la maison d'édition compte près de 300 titres au catalogue.
Il est à la retraite, mais reste actif dans le cadre des éditions Noir Dessin Production.

### Écrivain
En 2002, en collaboration avec Yannik Delairesse, il sort le Dico officiel des jurons wallons dans sa maison d'édition. Le même binôme écrit une compilation de noms d'oiseaux envoyés aux habitants des localités voisines dans Sobriquets des communes de Belgique en 2004. Elsdorf consacre un ouvrage à la Place Saint-Lambert, illustré de photographies actuelles de Ludivine Elsdorf en 2008. Avec son épouse, il retrace l'histoire du tram à Liège dans l'ouvrage Liège au temps des trams en 2010. Il retrouve Yannik Delairesse pour une nouvelle collaboration et reste dans le même thème avec Le Gros Dico des jurons wallons et bruxellois - Plus de 5000 jurons belges en 2015. Comme auteur spécialisé en chroniques du temps passé, il propose l'ouvrage Outremeuse autrefois en 2016. Il relate l'histoire de l'hôpital de Bavière et de son quartier en 2023,.

### Vie privée
Il est marié avec la dessinatrice et peintre Yannik Delairesse. Il demeure à Grivegnée depuis de nombreuses années.

## Publications

### Ouvrages
Liste sélective
- Albert Moxhet et Michel Elsdorf (ill. René Hausman, Dominique Schillings), Wallonie, terre de légendes, Grivegnée, Noir Dessin Production, 1998, 52 p. (ISBN 2-87351-026-9)
- Yannik Delairesse et Michel Elsdorf (ill. François Walthéry), Le Wallon interdit : 1.500 jurons et expressions populaires de toute la Wallonie, Grivegnée, Noir Dessin Production, mai 2000, 143 p. (ISBN 978-2-87351-054-1)
- Yannik Delairesse et Michel Elsdorf (ill. Henri Defresne), Dico officiel des jurons wallons[18], Grivegnée, Noir Dessin Production, avril 2002, 240 p. (ISBN 2-87351-079-X)
- Yannik Delairesse et Michel Elsdorf, Les Sobriquets des communes de Belgique[19], Grivegnée, Noir Dessin Production, 2004, 192 p. (ISBN 2-87351-095-1)
- Yannik Delairesse et Michel Elsdorf, Croyances et superstitions en Wallonie, Grivegnée, Noir Dessin Production, 2005, 160 p. (ISBN 2-87351-122-2)
- Yannik Delairesse et Michel Elsdorf, Mines et Mineurs de Wallonie, Grivegnée, Noir Dessin Production, janvier 2006, 192 p. (ISBN 9782873511272)
- Jean Jour et Michel Elsdorf, La Batte autrefois, Grivegnée, Noir Dessin Production, avril 2006, 160 p. (ISBN 97828735113-19)
- Jean Jour et Michel Elsdorf, Les Commerces liégeois autrefois, Grivegnée, Noir Dessin Production, mars 2007, 190 p. (ISBN 9782873511425)
- Michel Elsdorf, Sorcières et macrales de Wallonie et d'Ardenne, Grivegnée, Noir Dessin Production, 2007, 176 p. (ISBN 2-87351-160-5)
- Yannik Delairesse et Michel Elsdorf, Le Nouveau Livre des rues de Liège, Grivegnée, Noir Dessin Production, 2008, 512 p. (ISBN 978-2-87351-143-2 et 2-87351-143-5)
- Michel Elsdorf (photogr. Ludivine Elsdorf), Le Livre d'or de la place Saint-Lambert[20] : 350 photos, 1000 ans d'histoire, 30 ans de travaux, Grivegnée, Noir Dessin Production, 2008, 200 p. (ISBN 2-87351-185-0)
- Michel Elsdorf, Le Livre d'or des légendes de Belgique, Grivegnée, Noir Dessin Production, avril 2009, 180 p. (ISBN 9782873512071)
- Yannik Delairesse et Michel Elsdorf, Liège au temps des trams[21], Grivegnée, Noir Dessin Production, 2010, 176 p. (ISBN 978-2-87351-224-8)
- Yannik Delairesse et Michel Elsdorf, Seraing, Boncelles, Jemeppe, Ougrée autrefois[27], Grivegnée, Noir Dessin Production, 2010, 232 p. (ISBN 978-2-87351-217-0)
- Yannik Delairesse et Michel Elsdorf, Nutons et sotais de Wallonie : les 30 plus belles légendes, Grivegnée, Noir Dessin Production, 2011, 192 p. (ISBN 978-2-87351-226-2)
- Yannik Delairesse et Michel Elsdorf, Le Gros Dico des jurons wallons et bruxellois[22], Grivegnée, Noir Dessin Production, 2015, 560 p. (ISBN 9782873513177)
- Michel Elsdorf, La Paroisse Saint-Nicolas : évolutions, histoires, traditions, souvenirs, Grivegnée, Noir Dessin Production, coll. « Outremeuse autrefois[23] » (no 1), 2016, 344 p. (ISBN 978-2-87351-325-2)
- Yannik Delairesse et Michel Elsdorf, L'École autrefois en Belgique, Grivegnée, Noir Dessin Production, 2020, 240 p. (ISBN 978-2-87351-374-0)
- Yannik Delairesse et Michel Elsdorf, Le Livre officiel des rues de Liège[28], Grivegnée, Noir Dessin Production, 2021, 504 p. (ISBN 978-2-87351-363-4)
- Michel Elsdorf, Quand nos grands-parents faisaient la fête : plaisirs - traditions - fêtes - joie de vivre, Grivegnée, Noir Dessin Production, 2022, 208 p. (ISBN 978-2-87351-384-9)
- Michel Elsdorf, Bavière : l'hôpital et son histoire[24],[25] : photos, textes, souvenirs, témoignages, Grivegnée, Noir Dessin Production, 2023, 136 p. (ISBN 978-2-87351-395-5)

### Albums de bande dessinée
- Poupée d'orgueil, Éditions du Perron, Alleur, 1985
Scénario et dessin : Michel Elsdorf - Couleurs : noir et blanc — réédition en couleurs, Noir Dessin[6],[3], 2019  (ISBN 978-2-87351-357-3).

### Collectifs
- 5. Spatial[1], Éditions Michel Deligne, Bruxelles, 1979
Scénario : collectif - Dessin : collectif dont Michel Elsdorf - Couleurs : quadrichromie
- Qui a tué F. Walther ? - La B.D. des records[7]., Éditions Astrid, août 1985
Scénario : Bob de Groot - Dessin : collectif dont Michel Elsdorf - Couleurs : noir et blancRéalisé, imprimé et vendu en une seule journée, le 23/08/1985 pour la librairie Marsupilami et Astrid.

### Fanzines
- 4. Saucysson Magazine[29], mars 1986
Scénario : collectif - Dessin : collectif dont Michel Elsdorf - Couleurs : noir et blanc
- 11. Le Petit Saucysson Magazine[29], octobre 1988
Scénario : collectif - Dessin : collectif dont Michel Elsdorf - Couleurs : noir et blanc

#### Livres
- Jean Pirotte (dir.) et Luc Courtois, Du régional à l'universel. : L'imaginaire wallon dans la bande dessinée., Louvain-la-Neuve, Fondation wallonne Pierre-Marie et Jean-François Humblet, 1999, 310 p. (ISBN 978-2-9600072-3-7 et 2960007239, OCLC 1075833932), p. 223 lire sur Google Livres
- Jacques Fiérain, « Elsdorf, Michel », dans La BD dans les provinces de Liège, Namur et Luxembourg, Charleroi, Éd. l'Âge d'or, 2004, 112 p., ill. ; 31 cm (ISBN 9782960019698, OCLC 470388297, présentation en ligne), p. 37.

#### Articles
- Michel Elsdorf (interviewé par Frédéric Van Vlodorp), « "On perd l'authenticité du folklore" : Entretien », La Libre Belgique,‎ 20 août 2002 (lire en ligne, consulté le 9 mars 2025).

### Émissions de radio
- Michel Elsdorf, émission Nos auteurs ont la parole présentée par Régine Kerzmann sur Radio chrétienne francophone, (60 min 41 s), 3 février 2025.

### Émissions de télévision
- CultureL avec Noir Dessin Production, Pierre Tombal et Vincent Mathy, émission CultureL présentée par Françoise Bonivert sur Qu4tre Liège Média, (14 min 41 s), 10 décembre 2020.
- Michel Elsdorf de Noir Dessin production nous présente 3 nouveaux ouvrages, émission Journal 12H sur Qu4tre Liège Média (5 min 2 s), 10 décembre 2024.

### Vidéographie
- [vidéo] « Noir Dessin Production présente 2 thrillers liégeois », sur YouTube, 3 octobre 2019